# Hippopotamus minor
El hipopótamo enano de Chipre o hipopótamo pigmeo de Chipre (Hippopotamus minor) es una especie extinta de mamífero artiodáctilo de la familia Hippopotamidae que habitó la isla de Chipre hasta principios del Holoceno. Fue descrito por Dorothea Bate en 1901.
Era aproximadamente del mismo tamaño que el actual hipopótamo enano y pesaba unos 200 kilos. A diferencia del moderno hipopótamo pigmeo, el enano de Chipre se ha hecho pequeño por el proceso de enanismo insular. Se cree que este mismo proceso que causa el enanismo se encuentra en algunos especímenes como los elefantes enanos, los mamuts pigmeos, y Homo floresiensis. El animal se estima que ha medido 76 cm de altura y 121 cm de largo.
Hippopotamus minor es el hipopótamo más pequeño de todos los hipopótamos insulares conocidos. El tamaño extremadamente pequeño del hipopótamo favorece la idea de que los hipopótamos colonizaron la isla a mediados o incluso el inicio del Pleistoceno. En el momento de su extinción entre hace 11.000 y 9.000 años, el hipopótamo enano de Chipre era el animal más grande en la isla de Chipre. Era un herbívoro y no tenía depredadores naturales.
Excavaciones en Chipre, en particular en Aetokremnos, evidencian que el hipopótamo enano de Chipre puede haberse encontrado o ser conducido a la extinción por los primeros habitantes humanos de Chipre.
Una especie similar de hipopótamo, el hipopótamo enano de Creta (Hippopotamus creutzburgi) vivió en la isla de Creta, pero se extinguió durante el Pleistoceno.

## Nombre alternativo

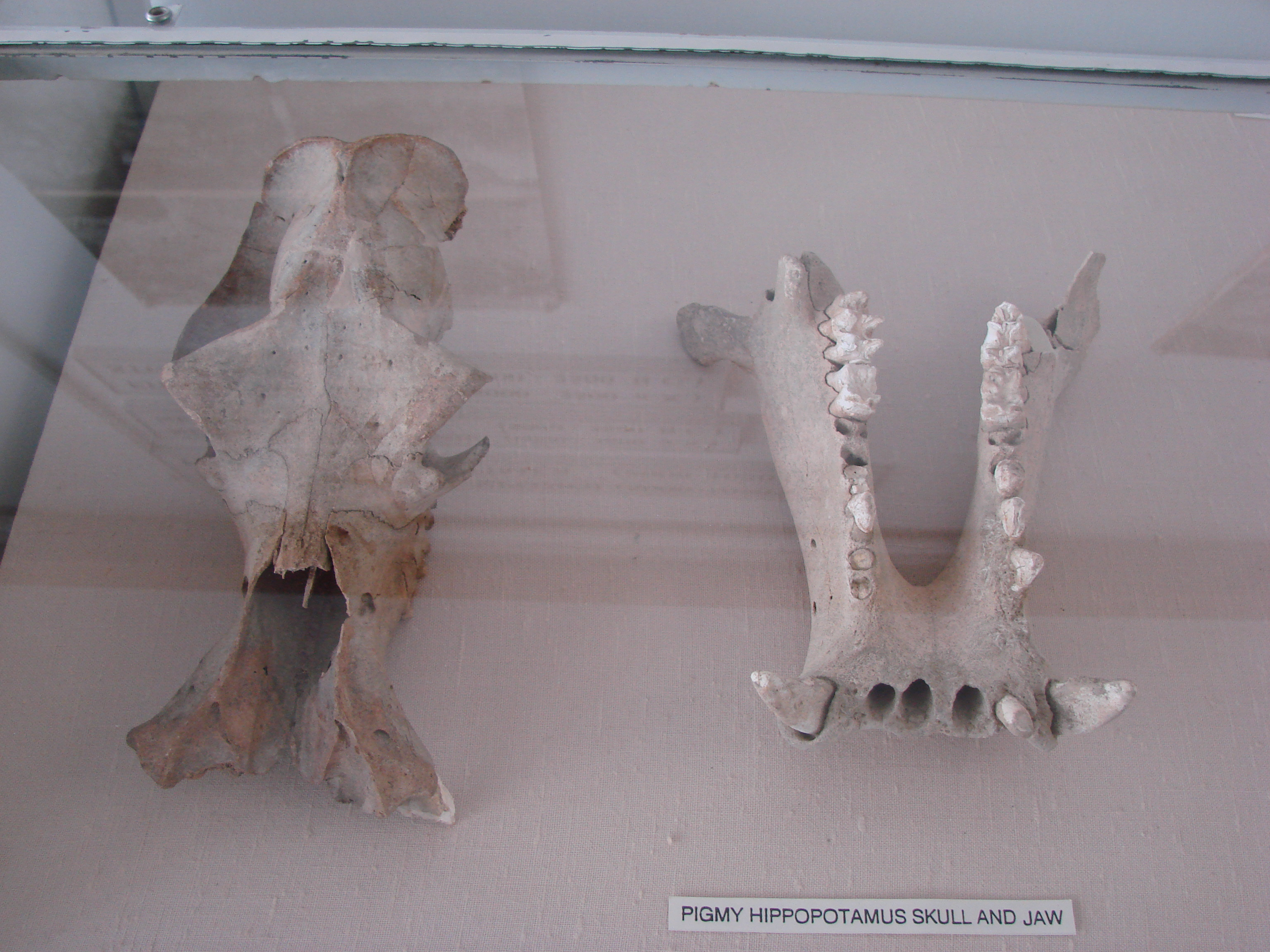
Cráneo y mandíbula de H. minor.

Muchos científicos sostienen el nombre científico de Phanourios minor para el hipopótamo enano de Chipre. Este nombre fue dado por Paul Sondaar y Bert Boekschoten en 1972, basado en los restos de Agios Georgios, Chipre. En el lugar, una capilla había sido construida en las rocas fosilíferas. Los estratos de roca locales son muy ricos en huesos fosilizados. Durante siglos, como ya se ha mencionado por Bordone en el siglo XVI, los aldeanos iban allí para recoger algunos de estos huesos, que en su opinión son santos, porque son los restos petrificados de San Fanourios, un santo ortodoxo griego que, según el mito local había huido de Siria para escapar de sus perseguidores, y que había varado en la inhóspita costa rocosa de Chipre. Los huesos recogidos se muelen en un polvo con supuestos poderes medicinales. En honor a la tradición local y para referirse al sitio, Sondaar y Boekschoten llamaron a su nuevo género Phanourios, siguiendo la grafía griega. Le dieron el nombre específico minutus, pero esto fue cambiado posteriormente a minor siguiendo las reglas de prioridad.